# Марія Луїза Гессен-Кассельська
Марія Луїза Шарлотта Гессен-Кассельська (нім. Marie Luise Charlotte von Hessen-Kassel, 9 травня 1814 — 28 липня 1895) — принцеса Гессен-Кассельська, донька принца Вільгельма та принцеси Данії Луїзи Шарлотти, дружина принца Фрідріха Августа Анхгальт-Дессау.

## Біографія
Марія Луїза народилася 9 травня 1814 року в Копенгагені. Вона була другою донькою в родині принца Гессен-Кассельського Вільгельма та його дружини Луїзи Шарлотти. Згодом у дівчат з'явились молодші брат Фрідріх Вільгельм та сестри Луїза Вільгельміна, Августа Софія та Софія Вільгельміна.
У 18 років Марія Луїза взяла шлюб із принцом Ангальт-Дессау Фрідріхом Августом. Нареченому за кілька днів виповнювалось 33 роки. Весілля відбулося у палаці Румпенхаймер в містечку Офенбах 11 вересня 1832 року. В пари народилися три доньки.
Із Фрідріхом Августом принцеса прожила тридцять два роки до його смерті у 1864 році. Сама вона пішла з життя 28 липня 1895 року в палаці Гогенбург в Баварії.

## Родина
Чоловік — Фрідріх Август
Діти:
- Адельгейда (1833—1916) одружена з герцогом Нассау Адольфом, що згодом став великим герцогом Люксембургу, мала із ним п'ятеро діточок;
- Батільда (1837—1902) одружена із принцом Шаумбург-Ліппським Вільгельмом, мала дев'ятеро дітей;
- Хільда (1839—1926) померла неодруженою.